# BDO World Darts Championship
BDO World Darts Championship – jedna z wersji mistrzostw świata w darcie (od rozłamu w 1994 roku), traktowana na równi z PDC World Darts Championship. Organizacją mistrzostw zajmuje się federacja British Darts Organisation. Turniej był organizowany od 1978 roku do 2020. Zawody były organizowane kilka dni po zakończeniu mistrzostw federacji PDC.
Pierwszy turniej rozegrano w 1978 roku w klubie Heart of the Midlands Nightclub w Nottingham w Anglii. Rok później mistrzostwa zostały rozegrane w Stoke-on-Trent, gdzie impreza została do 1985 roku. mistrzostwa zostały rozgrywane w Lakeside Leisure Complex w miasteczku Frimley Green w hrabstwie Surrey, gdzie impreza została do 2019 roku. Obecnie zawody są rozgrywane w The O2 Arena w Indigo Londyn.
Warto dodać, że w przeciwieństwie do konkurencyjnej organizacji czyli PDC, to BDO organizowało nieprzerwanie od 2001 do 2020 roku mistrzostwa świata kobiet. Ostatnią mistrzynią świata BDO była japońska darterka Mikuru Suzuki.
W trakcie turnieju miało miejsce wiele ciekawych sytuacji. W 1983 roku 22-letni kwalifikant Keith Deller, pokonał trzech najlepszych zawodników świata i dokonał dużej niespodzianki zdobywając mistrzowski tytuł. W 1990 roku amerykański zawodnik Paul Lim  w drugiej rundzie turnieju zanotował jedyne w historii turnieju zakończenie lega w dziewięciu rzutach (jego przeciwnikiem był Jack McKenna), za co zainkasował 50,000 funtów, co było większą nagrodą niż ewentualna wygrana w konkursie.
W 2020 wraz ze zbankrutowaniem BDO przestały być organizowane zawody BDO World Darts Championship. Ostatnim mistrzem świata w historii tej organizacji był 57-letni Walijczyk Wayne Warren.
W 2022 roku inna organizacja darta World Darts Federation (WDF) zajęła miejsce BDO jako druga organizacja prowadząca mistrzostwa świata w darcie po PDC World Darts Championship.

## Sponsorzy
- 1978 – 2003 Embassy (Worldwide Promotions, Imperial Tobacco)
- 2004 – 2019 Lakeside Country Club
- 2020  British Darts Organisation

## Miejsca odbywania turnieju
- 1978 Heart of the Midlands Club, Nottingham
- 1979–1985 Jollees Cabaret Club, Stoke-on-Trent
- 1986–2019 Lakeside Country Club, Frimley Green, Surrey
- 2020 The O2 Arena, Indigo, Londyn

## Oglądalność
Transmisją turnieju na terenie Wlk. Brytanii zajmuje się BBC. W Polsce turniej można było oglądać za pośrednictwem platformy Eurosport.
Statystyki oglądalności:
- 2019   372,200 (widzów)
- 2015   2,000,000
- 2014   3,500,000
- 2013   2,100,000
- 2012   2,370,000
- 2011   2,330,000
- 2010   3,100,000
- 2009   1,830,000
- 2008   3,010,000
- 2007	3,300,000
- 2006	3,620,000
- 2005	2,550,000
- 2004	3,410,000
- 2003   2,810,000
- 2002   2,460,000
- 2001   3,680,000
- 2000   3,700,000
- 1999   4,060,000

## Finały turnieju
| Rok  | Zwycięzca (średnia punktów w finale) | Wynik     | 2. miejsce (średnia punktów w finale) | Sponsor               | Pula nagród | Nagroda dla zwycięzcy | Nagroda dla 2. miejsca |
| ---- | ------------------------------------ | --------- | ------------------------------------- | --------------------- | ----------- | --------------------- | ---------------------- |
| 1978 | Leighton Rees (92,40)                | 11-7 legs | John Lowe (89,40)                     | Embassy               | £10 500     | £3 000                | £1 700                 |
| 1979 | John Lowe (87,42)                    | 5-0       | Leighton Rees (76,62)                 | Embassy               | £15 000     | £4 500                | £2 000                 |
| 1980 | Eric Bristow (88,10)                 | 5-3       | Bobby George (86,49)                  | Embassy               | £15 000     | £4 500                | £2 000                 |
| 1981 | Eric Bristow (86,10)                 | 5-3       | John Lowe (81,00)                     | Embassy               | £23 300     | £5 500                | £2 500                 |
| 1982 | Jocky Wilson (88,10)                 | 5-3       | John Lowe (84,30)                     | Embassy               | £28 000     | £6 500                | £3 000                 |
| 1983 | Keith Deller (90,00)                 | 6-5       | Eric Bristow (93,90)                  | Embassy               | £33 050     | £8 000                | £3 500                 |
| 1984 | Eric Bristow (97,50)                 | 7-1       | Dave Whitcombe (90,60)                | Embassy               | £38 500     | £9 000                | £4 000                 |
| 1985 | Eric Bristow (97,50)                 | 6-2       | John Lowe (93,12)                     | Embassy               | £43 000     | £10 000               | £5 000                 |
| 1986 | Eric Bristow (94,47)                 | 6-0       | Dave Whitcombe (90,45)                | Embassy               | £52 500     | £12 000               | £6 000                 |
| 1987 | John Lowe (90,63)                    | 6-4       | Eric Bristow (94,29)                  | Embassy               | £60 300     | £14 000               | £7 000                 |
| 1988 | Bob Anderson (92,70)                 | 6-4       | John Lowe (92,07)                     | Embassy               | £71 600     | £16 000               | £8 000                 |
| 1989 | Jocky Wilson (94,32)                 | 6-4       | Eric Bristow (90,66)                  | Embassy               | £86 900     | £20 000               | £10 000                |
| 1990 | Phil Taylor (97,47)                  | 6-1       | Eric Bristow (93,00)                  | Embassy               | £153 200    | £24 000               | £12 000                |
| 1991 | Dennis Priestley (92,57)             | 6-0       | Eric Bristow (84,15)                  | Embassy               | £110 500    | £26 000               | £13 000                |
| 1992 | Phil Taylor (97,59)                  | 6-5       | Mike Gregory (94,41)                  | Embassy               | £119 500    | £28 000               | £14 000                |
| 1993 | John Lowe (83,97)                    | 6-3       | Alan Warriner (82,32)                 | Embassy               | £128 500    | £30 000               | £15 000                |
| 1994 | John Part (82,44)                    | 6-0       | Bobby George (80,31)                  | Embassy               | £136 100    | £32 000               | £16 000                |
| 1995 | Richie Burnett (93,63)               | 6-3       | Raymond van Barneveld (91,23)         | Embassy               | £143 000    | £34 000               | £17 000                |
| 1996 | Steve Beaton (90,27)                 | 6-3       | Richie Burnett (88,05)                | Embassy               | £150 000    | £36 000               | £18 000                |
| 1997 | Les Wallace (92,19)                  | 6-3       | Marshall James (92,01)                | Embassy               | £158 000    | £38 000               | £19 000                |
| 1998 | Raymond van Barneveld (93,96)        | 6-5       | Richie Burnett (97,14)                | Embassy               | £166 000    | £40 000               | £20 000                |
| 1999 | Raymond van Barneveld (94,65)        | 6-5       | Ronnie Baxter (94,65)                 | Embassy               | £174 000    | £42 000               | £21 000                |
| 2000 | Ted Hankey (92,40)                   | 6-0       | Ronnie Baxter (88,35)                 | Embassy               | £182 000    | £44 000               | £22 000                |
| 2001 | John Walton (95,55)                  | 6-2       | Ted Hankey (94,86)                    | Embassy               | £189 000    | £46 000               | £23 000                |
| 2002 | Tony David (93,57)                   | 6-4       | Mervyn King (89,67)                   | Embassy               | £197 000    | £48 000               | £24 000                |
| 2003 | Raymond van Barneveld (94,86)        | 6-3       | Ritchie Davies (90,66)                | Embassy               | £205 000    | £50 000               | £25 000                |
| 2004 | Andy Fordham (97,08)                 | 6-3       | Mervyn King (91,02)                   | Lakeside Country Club | £201 000    | £50 000               | £25 000                |
| 2005 | Raymond van Barneveld (96,78)        | 6-2       | Martin Adams (91,35)                  | Lakeside Country Club | £201 000    | £50 000               | £25 000                |
| 2006 | Jelle Klaasen (90,42)                | 7-5       | Raymond van Barneveld (93,06)         | Lakeside Country Club | £263 000    | £60 000               | £25 000                |
| 2007 | Martin Adams (90,30)                 | 7-6       | Phill Nixon (87,09)                   | Lakeside Country Club | £278 000    | £70 000               | £30 000                |
| 2008 | Mark Webster (92,07)                 | 7-5       | Simon Whitlock (93,92)                | Lakeside Country Club | £310 000    | £85 000               | £30 000                |
| 2009 | Ted Hankey (91,46)                   | 7-6       | Tony O’Shea (90,54)                   | Lakeside Country Club | £320 000    | £95 000               | £30 000                |
| 2010 | Martin Adams (95,01)                 | 7-5       | Dave Chisnall (93,42)                 | Lakeside Country Club | £325 000    | £100 000              | £30 000                |
| 2011 | Martin Adams (92,13)                 | 7-5       | Dean Winstanley (89,08)               | Lakeside Country Club | £329 000    | £100 000              | £30 000                |
| 2012 | Christian Kist (90,00)               | 7-5       | Tony O’Shea (87,78)                   | Lakeside Country Club | £329 000    | £100 000              | £30 000                |
| 2013 | Scott Waites (86,43)                 | 7-1       | Tony O’Shea (81,90)                   | Lakeside Country Club | £342 000    | £100 000              | £30 000                |
| 2014 | Stephen Bunting (96,36)              | 7-4       | Alan Norris (92,18)                   | Lakeside Country Club | £352 000    | £100 000              | £35 000                |
| 2015 | Scott Mitchell (92,61)               | 7-6       | Martin Adams (92,55)                  | Lakeside Country Club | £352 000    | £100 000              | £35 000                |
| 2016 | Scott Waites (87,54)                 | 7-1       | Jeff Smith (84,99)                    | Lakeside Country Club | £352 000    | £100 000              | £35 000                |
| 2017 | Glen Durrant (93,48)                 | 7-3       | Danny Noppert (93,30)                 | Lakeside Country Club | £339 000    | £100 000              | £35 000                |
| 2018 | Glen Durrant (93,97)                 | 7-6       | Mark McGeeney (86,31)                 | Lakeside Country Club | £339 000    | £100 000              | £35 000                |
| 2019 | Glen Durrant (95,19)                 | 7-3       | Scott Waites (91,38)                  | Lakeside Country Club | £339 000    | £100 000              | £35 000                |
| 2020 | Wayne Warren (93,72)                 | 7-4       | Jim Williams (94,53)                  | BDO                   | £164 000    | £23 000               | £10 000                |

## Rekordy
Najwięcej zwycięstw: Eric Bristow 5. Raymond van Barneveld zwyciężył czterokrotnie (potem raz w  PDC World Championship). Phil Taylor zwyciężał dwukrotnie, jednak czternastokrotnie triumfował w  PDC World Championships.
Najwięcej finałów: Eric Bristow 10. John Lowe wystąpił w ośmiu finałąch, zaś Raymond van Barneveld w ośmiu. Phil Taylor wystąpił w 21 finałach, jeśliby liczyć mistrzostwa federacji BDO i PDC razem.
Najmłodszy zwycięzca: Jelle Klaasen 21 lat 90 dni (2006).
Najmłodszy uczestnik: Leighton Bennett 14 lat 4 dni (2020).
Najstarszy zwycięzca: Wayne Warren 57 lat 219 dni (2020).
Liczba różnych zwycięzców: 22. Scott Waites został dwudziestym pierwszym kolejnym zwycięzcą turnieju po wygranie w 2013 roku.
Leworęczni triumfatorzy: Les Wallace & Mark Webster to jedyni leworęczni zwycięzcy turnieju.
Zwycięzcy noszący okulary: John Walton, Martin Adams, Mark Webster i Stephen Bunting to jedyni zwycięzcy turnieju noszący okulary.

## Najwyższe średnie
Średnie meczowe powyżej 100 punktów:
- 103.83	Raymond van Barneveld (2004, ćwierćfinał) v John Walton
- 102.63	Dennis Priestley (1993, 1. runda) v Jocky Wilson
- 101.67	Mervyn King (2002, ćwierćfinał) v Raymond Barneveld
- 101.55	Ted Hankey (1998, 1. runda) v Wayne Weening
- 101.40	Marko Pusa (2001, 2. runda) v Jez Porter
- 101.28	Martin Adams (2002, ćwierćfinał) v Wayne Jones
- 101.10	Raymond van Barneveld (2002, ćwierćfinał) v Mervyn King
- 100.92 Glen Durrant (2018, ćwierćfinał) v Jim Williams
- 100.92	Raymond van Barneveld (2005, 2. runda) v Mike Veitch
- 100.83	Raymond van Barneveld (2003, ćwierćfinał) v Eric Clarys
- 100.83	Raymond van Barneveld (2002, 1. runda) v Bobby George
- 100.80	Phil Taylor (1990, półfinał) v Cliff Lazarenko
- 100.71	Raymond van Barneveld (2002, 2. runda) v Eric Clarys
- 100.71 Darryl Fitton (2008, 2. runda) v Gary Robson
- 100.65 Stephen Bunting (2014, 2. runda) v Dave Prins
- 100.62	Martin Adams (1999, 2. runda) v Graham Hunt
- 100.62	John Walton (2001, 1. runda) v	Ritchie Davies
- 100.38	Ted Hankey (1999, 1. runda) v Roger Carter
- 100.29	Keith Deller (1985, ćwierćfinał) v John Lowe
- 100.07 Martin Adams (2007, 1. runda) v Tony O’Shea
- 100.02	Chris Mason (2000, 1. runda) v	Raymond Barneveld

## Mistrzostwa kobiet
| Rok  | Zwycięzca (średnia punktów w finale) | Wynik (w setach) | 2. miejsce (średnia punktów w finale) | Pula nagród | Nagroda dla zwycięzcy | Nagroda dla 2. miejsca |
| ---- | ------------------------------------ | ---------------- | ------------------------------------- | ----------- | --------------------- | ---------------------- |
| 2001 | Trina Gulliver (83,97)               | 2-1              | Mandy Solomons (79,11)                | £6 000      | £4 000                | £2 000                 |
| 2002 | Trina Gulliver (84,36)               | 2-1              | Francis Hoenselaar (82,95)            | £8 000      | £4 000                | £2 000                 |
| 2003 | Trina Gulliver (84,93)               | 2-0              | Anne Kirk (70,20)                     | £10 000     | £4 000                | £2 000                 |
| 2004 | Trina Gulliver (87,03)               | 2-0              | Francis Hoenselaar (85,44)            | £10 000     | £4 000                | £2 000                 |
| 2005 | Trina Gulliver (79,68)               | 2-0              | Francis Hoenselaar (73,89)            | £10 000     | £4 000                | £2 000                 |
| 2006 | Trina Gulliver (73,80)               | 2-0              | Francis Hoenselaar (70,26)            | £12 000     | £6 000                | £2 000                 |
| 2007 | Trina Gulliver (80,61)               | 2-1              | Francis Hoenselaar (79,23)            | £12 000     | £6 000                | £2 000                 |
| 2008 | Anastasia Dobromyslova (81,54)       | 2-0              | Trina Gulliver (71,64)                | £12 000     | £6 000                | £2 000                 |
| 2009 | Francis Hoenselaar (77,39)           | 2-1              | Trina Gulliver (75,19)                | £12 000     | £6 000                | £2 000                 |
| 2010 | Trina Gulliver (80,52)               | 2-0              | Rhian Edwards (68,25)                 | £12 000     | £6 000                | £2 000                 |
| 2011 | Trina Gulliver (73,95)               | 2-0              | Rhian Edwards (73,86)                 | £16 000     | £10 000               | £2 000                 |
| 2012 | Anastasia Dobromyslova (73,95)       | 2-1              | Deta Hedman (74,13)                   | £16 000     | £10 000               | £2 000                 |
| 2013 | Anastasia Dobromyslova (82,29)       | 2-1              | Lisa Ashton (80,40)                   | £16 000     | £10 000               | £2 000                 |
| 2014 | Lisa Ashton (84,81)                  | 3-2              | Deta Hedman (77,79)                   | £29 000     | £12 000               | £5 000                 |
| 2015 | Lisa Ashton (83,22)                  | 3-1              | Fallon Sherrock (83,76)               | £29 000     | £12 000               | £5 000                 |
| 2016 | Trina Gulliver (72,93)               | 3-2              | Deta Hedman (75,51)                   | £29 000     | £12 000               | £5 000                 |
| 2017 | Lisa Ashton (81,81)                  | 3-0              | Corrine Hammond (73,53)               | £29 000     | £12 000               | £5 000                 |
| 2018 | Lisa Ashton (89,80)                  | 3-1              | Anastasia Dobromyslova (81,83)        | £29 000     | £12 000               | £5 000                 |
| 2019 | Mikuru Suzuki (90,12)                | 3-0              | Lorraine Winstanley (78,82)           | £29 000     | £12 000               | £5 000                 |
| 2020 | Mikuru Suzuki (83,39)                | 3-0              | Lisa Ashton (85,00)                   | £26 500     | £10 000               | £4 500                 |